# گمینا تواردوگورا
گمینا تواردوگورا (به لهستانی:  Gmina Twardogóra) یک گمینا در لهستان است که در شهرستان اولشنگتسا واقع شده‌است. گمینا تواردوگورا ۱۶۷٫۹۹ کیلومتر مربع مساحت و ۱۲٬۸۷۹ نفر جمعیت دارد.